# Trilobozous
Els trilobozous (Trilobozoa, gr. 'animals amb tres lòbuls') són un embrancament extint d'animals d'Ediacara amb simetria triradial. La majoria, si no tots, varen viure abans de l'explosió cambriana, durant els temps de l'Ediacarià.